# Past, Present & Future
Past, Present & Future – składanka największych hitów heavymetalowego artysty Roba Zombie, na którą składają się utwory z solowej kariery, utwory zespołu White Zombie i dwie wcześniej niewydane piosenki. Album wygrał nagrodę Metal Edge dla najlepszego albumu kompilacyjnego roku.
Wydanie rozszerzone zawiera dodatkową płytę DVD z dziesięcioma teledyskami do utworów Roba Zombie i White Zombie.

## Lista utworów[1]
1. "Thunder Kiss '65" (White Zombie) – 3:54
2. "Black Sunshine" (White Zombie feat. Iggy Pop) – 4:49
3. "Feed the Gods" (White Zombie) – 4:30
4. "More Human Than Human" (White Zombie) – 4:28
5. "Super-Charger Heaven" (White Zombie) – 3:37
6. "I'm Your Boogieman" (White Zombie) – 4:27
7. "Hands of Death (Burn Baby Burn)" (feat. Alice Cooper) – 4:12
8. "The Great American Nightmare" (feat. Howard Stern) – 3:54
9. "Dragula" – 3:42
10. "Living Dead Girl" – 3:22
11. "Superbeast" – 3:40
12. "Feel So Numb" – 3:53
13. "Never Gonna Stop (The Red, Red Kroovy)" – 3:10
14. "Demon Speeding" – 3:44
15. "Brick House 2003" (feat. Lionel Richie & Trina) – 3:48
16. "Pussy Liquor" – 4:46
17. "Blitzkrieg Bop" – 2:43
18. "Two-Lane Blacktop" – 3:02 (wcześniej niewydany)
19. "Girl on Fire" – 3:29 (wcześniej niewydany)

### DVD
1. "Thunder Kiss '65"
2. "More Human than Human"
3. "Dragula"
4. "Living Dead Girl"
5. "Superbeast"
6. "Never Gonna Stop (The Red, Red Kroovy)"
7. "Feel So Numb"
8. "Demonoid Phenomenon" (wcześniej niewydany)
9. "Return of the Phantom Stranger" (wcześniej niewydany)
10. "Spookshow Baby" (wcześniej niewydany)